# Верхний Бемыж
Верхний Бемыж — деревня в Кизнерском районе Удмуртии. Находится в 14 км к юго-востоку от Кизнера, в 40 км к юго-западу от Можги и в 115 км к юго-западу от Ижевска. Расположена на реке Бемыжка.